# Rudziniec (gemeente)
De gemeente Rudziniec is een landgemeente in het Poolse woiwodschap Silezië, in powiat Gliwicki.
De zetel van de gemeente is in Rudziniec.

## Omgeving
De gemeente grenst aan de steden:
- Gliwice, Kędzierzyn-Koźle, Pyskowice

en de gemeenten:
- Sośnicowice, Toszek (powiat Gliwicki)
- Bierawa (powiat Kędzierzyńsko-Kozielski)
- Ujazd (powiat Strzelecki)

## Plaatsen
De volgende plaatsen liggen op het grondgebied van de gemeente:
sołectwo:
- Bojszów
- Bycina
- Chechło
- Kleszczów
- Ligota Łabędzka
- Łany
- Łącza
- Niekarmia
- Niewiesze
- Pławniowice
- Poniszowice
- Rudno
- Rudziniec (dorp)
- Rzeczyce
- Słupsko
- Taciszów
- Widów

## Oppervlakte gegevens
In 2002 bedroeg de totale oppervlakte van gemeente Rudziniec 160,39 km², waarvan:
- agrarisch gebied: 47%
- bossen: 40%

De gemeente beslaat 24,18% van de totale oppervlakte van de powiat.

## Demografie
Stand op 30 juni 2004:
| Omschrijving                   | Totaal | Totaal | Vrouwen | Vrouwen | Mannen | Mannen |
| ------------------------------ | ------ | ------ | ------- | ------- | ------ | ------ |
| eenheid                        | aantal | %      | aantal  | %       | aantal | %      |
| inwoners                       | 10 692 | 100    | 5499    | 51,4    | 5193   | 48,6   |
| bevolkingsdichtheid (inw./km²) | 66,7   | 66,7   | 34,3    | 34,3    | 32,4   | 32,4   |

In 2002 bedroeg het gemiddelde inkomen per inwoner 1373,86 zł.